# 戈尔德胡埃拉
戈尔德胡埃拉（西班牙語：Gordejuela）是西班牙巴斯克自治区比斯开省的一个市镇。总面积41平方公里，总人口1511人（2001年），人口密度37人/平方公里。